# Holzfräulein
Holzfräulein sind in der Regel weibliche, dem Menschen gut gesinnte Geister aus der Sagenwelt Frankens. Andere Namen für sie sind: Holz- oder Buschweiblein, Waldweibchen oder -fräulein, selten auch Moosfräulein oder -weiblein. Ihr Vorkommen ist auf Teile von Oberfranken, des Egerlandes, der Oberpfalz und des Vogtlandes beschränkt. Der Volkskundler und Mythologe Wilhelm Mannhardt hat 1875 die weite Verbreitung der Holzfräulein-Sagen vom Bayerischen Wald bis in den Harz dargelegt.
Die Holzfräulein stehen im Zusammenhang mit der Wilden Jagd und insbesondere zu den Holzhetzern, von denen sie gejagt werden und vor denen sie sich hin und wieder in Häuser flüchten und so unfreiwillig zu Hausgeistern werden.
Ihre äußere Erscheinung ist dem Menschen ähnlich, aber sie sind viel kleiner, worin sie den Zwergen gleichen, zu denen der Volkskundler Franz Xaver Schönwerth sie auch rechnete – allerdings sei ihr Element die Luft. Sie leben in Familien, können Kinder bekommen und sind sterblich. Ihre Kleidung ist meist einfach, häufig weiß, selten schwarz, in der Regel aus Leinen. Gelegentlich sind sie ganz in Kleider aus selbst gesponnenem Moos (Baumbart) gekleidet. Häufig allerdings sind sie haarig und unbekleidet.
Ihr normaler Aufenthaltsort ist der tiefe Wald, wo sie Unterstände und Moosbetten meist unter Baumwurzeln oder in hohlen Bäumen besitzen. Wenn sie den Wald verlassen haben und sich dem Menschen anschließen, dann verrichten sie Arbeiten im Haus und im Stall für ihn. Darüber hinaus können sie zukünftige Ereignisse vorhersehen oder erweisen sich als heilkundig. Sie gelten außerdem als Glücksbringer, dessen Vertreibung meist auch das Glück vertreibt.
Als Belohnung erhalten sie von den Menschen bestimmte Speisen, die von Ort zu Ort variierten: Dazu gehörten beispielsweise etwas Mehl und Wasser, das vor dem Backen in den Ofen geschüttet wurde, der erste Krapfen vom Backen, das erste Stück Brot nach dem Anschneiden. Häufig findet sich auch die Vorstellung, dass am Außenrand von Schüsseln und Tellern befindliche Speisereste für die Holzfräulein bestimmt seien. Auch durften bestimmte Nahrungsmittel wie Klöße, Krapfen oder Brotlaibe bei der Zubereitung nicht gezählt werden, um so dem Holzfräulein die Möglichkeit zu geben, sich welche davon zu nehmen.
Ihr Verhältnis zu christlichen Symbolen ist ambivalent. Zwar halten sie beispielsweise in Wondreb die Menschen an, vor dem Essen das Kreuzzeichen zu machen, ernähren sich aber ihrerseits – wie man in Bärnau glaubte – von den Brotlaiben, über denen beim Backen kein Kreuz geschlagen wurde.
In der Regel scheinen die Holzfräulein sich gerne bei den Menschen aufzuhalten und die Arbeit zu verrichten. In einzelnen Fällen kommt es daher vor, dass sie von ihren Familien aus dringenden Gründen in den Wald zurückgerufen werden und dann die menschlichen Behausungen verlassen. Gelegentlich werden sie jedoch auch unbeabsichtigt durch die Menschen vertrieben. Eines der häufigsten Mittel hierzu ist das Schenken von neuer Kleidung oder Schuhen, ein weiteres das unbeabsichtigte Zählen von Nahrungsmitteln. Das Vertreiben über neue Kleidung wird entweder als Auslohnung und somit Beendigung des Dienstverhältnisses interpretiert oder als Verzögerung des Erlösungszeitraumes, da die Holzfräulein als Arme Seelen gedeutet werden, die so lange dienen müssen, bis ihre Kleidung zerfallen ist. Ebenfalls vertreibt Fluchen, Schimpfen und liederliches Reden die Holzfräulein. Auch verlassen sie die Menschen, welche ihnen Streiche spielen oder sie verspotten.
Für die Holzfräulein, die nicht im Haus, sondern im Wald lebten, wurde in der Regel bei der Ernte ein Flachs- oder ein Getreidebündel auf dem Feld zurückgelassen. Dieser Brauch unterstützte die Deutung der Holzfräulein als im Volksglauben noch vorhandene Überreste des Glaubens an eine vorchristliche Vegetationsgöttin. Bei Franz Xaver Schönwerth wird das Holzfräulein in Anlehnung an die Mythendeutung Jacob Grimms den Wanen zugeordnet, eine Einordnung, die in der heutigen Ethnologie als überholt gilt.